# Sofian Bahloul
Sofian Bahloul (arabisch سفيان بهلول; * 16. Dezember 1999 in Nantes) ist ein französisch-algerischer Fußballspieler.

## Karriere
Bahloul fing über seinen Bruder im Alter von fünf Jahren an Fußball zu spielen. Er spielte in kleinen Vereinen in der Nähe seiner Heimatstadt Nantes. Bahloul spielte zwei Jahre in der Jugendabteilung des SCO Angers und wechselte im Alter von 18 Jahren in die Schweiz zum FC Chiasso, der damals in der zweithöchsten Liga spielte. Nach dem Abstieg der Tessiner in die drittklassige Promotion League, wechselte Bahloul in der Sommerpause zum FC Wil. Er unterschrieb einen Zweijahresvertrag bis Sommer 2023. Sein Debüt bei den Äbtestädtern feierte er am 25. Juli 2021 beim Heimspiel gegen den FC Vaduz. Bahloul spielte für 78 Minuten und vergab eine wichtige Torchance. Im dritten Spiel der Saison gegen Yverdon erzielte Bahloul mit dem 1:0 mit seinem ersten Tor einen wichtigen Treffer via sehenswerten Weitschuss. Am Ende der Saison war Bahloul mit 14 Toren und vier Assists zweitbester Skorer des FC Wil. In der Saison 2022/23 machte er sieben Tore in 32 Saisonspielen.
In der Saison 2023/24 kam er zu 18 Zweitligaeinsätzen, in denen er neunmal traf, ehe er im Februar 2024 zum österreichischen Bundesligisten SCR Altach wechselte, bei dem er einen bis 2026 laufenden Vertrag erhielt. In Altach kam er zu 24 Einsätzen in der Bundesliga, in denen er zwei Tore erzielte. Im Januar 2025 kehrte Bahloul wieder in die Schweiz zurück und wechselte zum Zweitligisten FC Aarau. Sein erstes Tor für die Aargauer erzielte er beim Auswärtsspiel gegen Stade Lausanne Ouchy, als er das Tor zum 2:4-Endresultat schoss. Bis Saisonende kam er zu 17 Zweitligaeinsätzen für Aarau, in denen er zweimal traf. Im Juni 2025 wurde Bahloul per Kaufoption bis 2028 an die Aarauer gebunden.